# Partisanen-Nekropole (Mostar)
Die Partisanen-Nekropole (serbokroatisch Партизанско гробље Partizansko groblje) in Mostar ist ein Friedhof für 560 Mitglieder der  jugoslawischen Volksbefreiungsarmee, die während des Zweiten Weltkrieges im Kampf gegen die Ustascha und die deutschen Besatzer gefallen sind. Das ab 1959 entworfene und bis 1965 erbaute Denkmal wurde vom jugoslawischen Architekten und Bildhauer Bogdan Bogdanović entworfen und ist eines seiner bedeutendsten Projekte. Es erstreckt sich auf eine Fläche von über 5.200 Quadratmeter.

## Beschreibung
Das Friedhofsgelände ist durch Tore in mehrere Etappen gegliedert und lädt zum Begehen ein. Von einem sogenannten Löwentor gelangt man in einen Vorhof, von dem ein serpentinenartiger Weg zum terrassierten Friedhof (auch Theatron genannt) führt. Die einzelnen Gräberfelder werden durch Toröffnungen an einer engen ummauerten Gasse erschlossen. Für das Denkmal wurden mehr als 12.00 bearbeitete Kalksteinelemente gefertigt. Zudem wurden für die Verkleidung der Mauern auch Schieferplatten der Wohnhäuser der auf dem Friedhof ruhenden Widerstandskämpfern verwendet. Damit wurde auch in der Wahl des Baumaterials ein symbolischer Akt der Erinnerung gesetzt.
Das Projekt zum Bau des Denkmals sah 810 Grabstätten vor, es wurden jedoch nur 560 Überreste gefallener Kämpfer gesammelt, darunter 8 Nationalhelden. Ihre sterblichen Überreste wurden in 60 × 40 × 50 cm großen Betonkammern unter den Grabsteinen beigesetzt, während die Knochen aus Massengräbern in einem Gedenkbeinhaus in einer halbkreisförmigen Nische platziert wurden, wo Kränze niedergelegt werden. Auf den Grabsteinen sind Namen sowie das Geburts- und Sterbejahr angeführt.

## Situation nach dem Bosnienkrieg
Während und nach dem Bosnienkrieg in der ersten Hälfte der 1990er Jahre wurde das Denkmal nicht mehr gepflegt und die Wasserleitungen wurden schwer beschädigt, so dass dieser Eindruck heute verloren ist. Im Jahr 2006 wurde beschlossen, die Partisanennekropole zum nationalen Denkmal Bosnien und Herzegowinas zu ernennen. Seit dem Jahr 2008 wurden erste Versuche gestartet, das Gelände wieder in einen ansehnlichen Zustand zu bringen. Regelmäßig war es von Vandalismus betroffen.

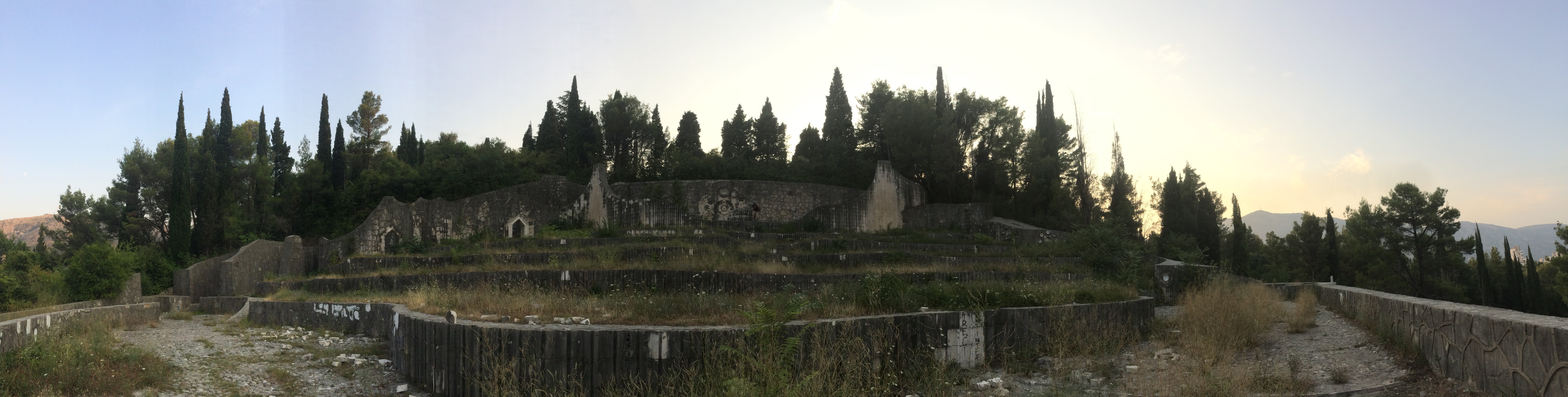
Panorama der Nekropole (2017)

Das Denkmal wurde im Rahmen einer Ausstellung zur jugoslawischen Architektur zwischen 1948 und 1980 im Museum of Modern Art gewürdigt. Die dort gezeigten Entwürfe für das Denkmal waren Leihgaben des Architekturzentrum Wiens.
Mehr als 700 der insgesamt 810 Grabsteine wurden am 14. Juni 2022 mit Hakenkreuzen und anderen nationalistischen Symbolen beschmiert und zerschlagen.

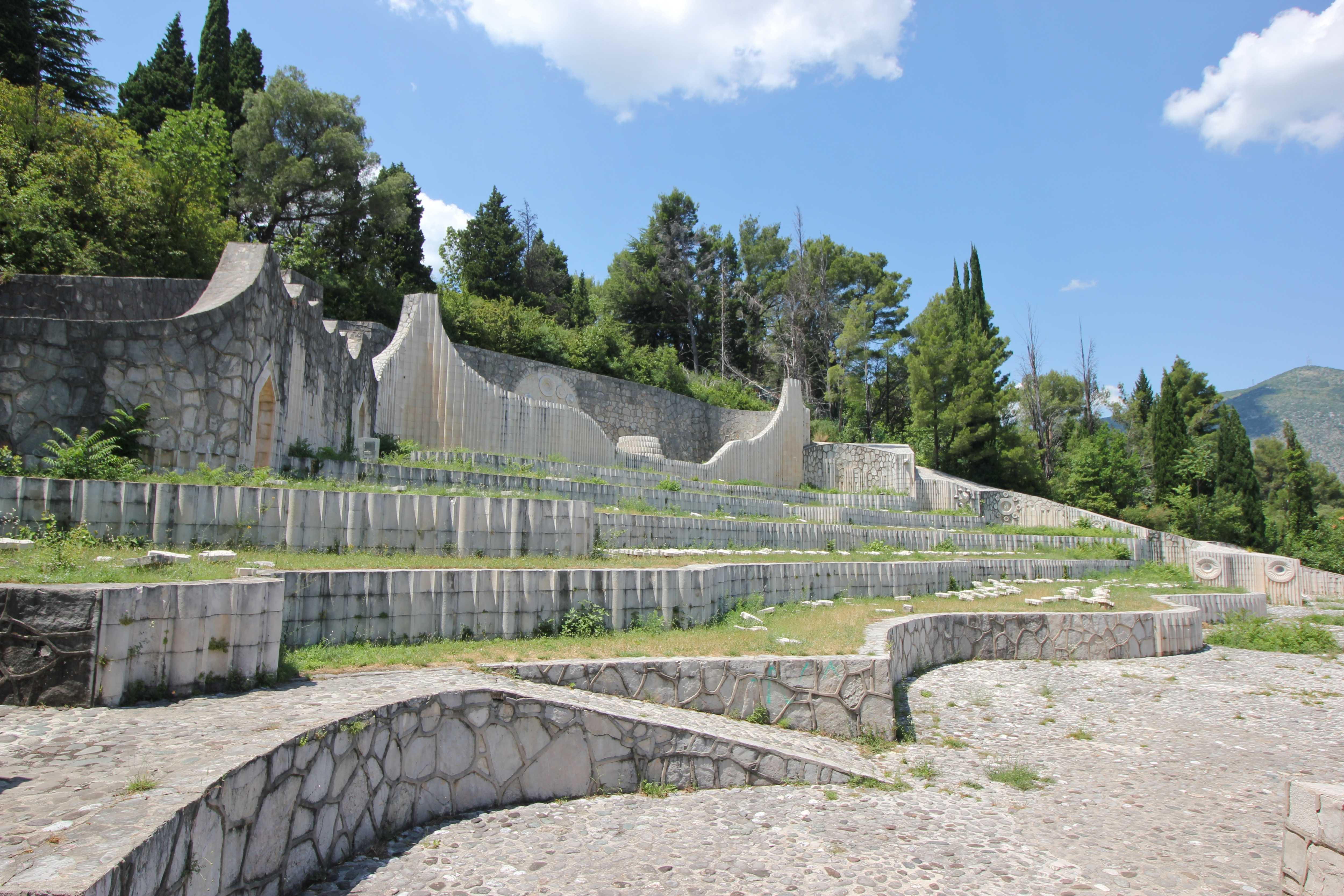
Blick über die Terrassen im Juni 2022
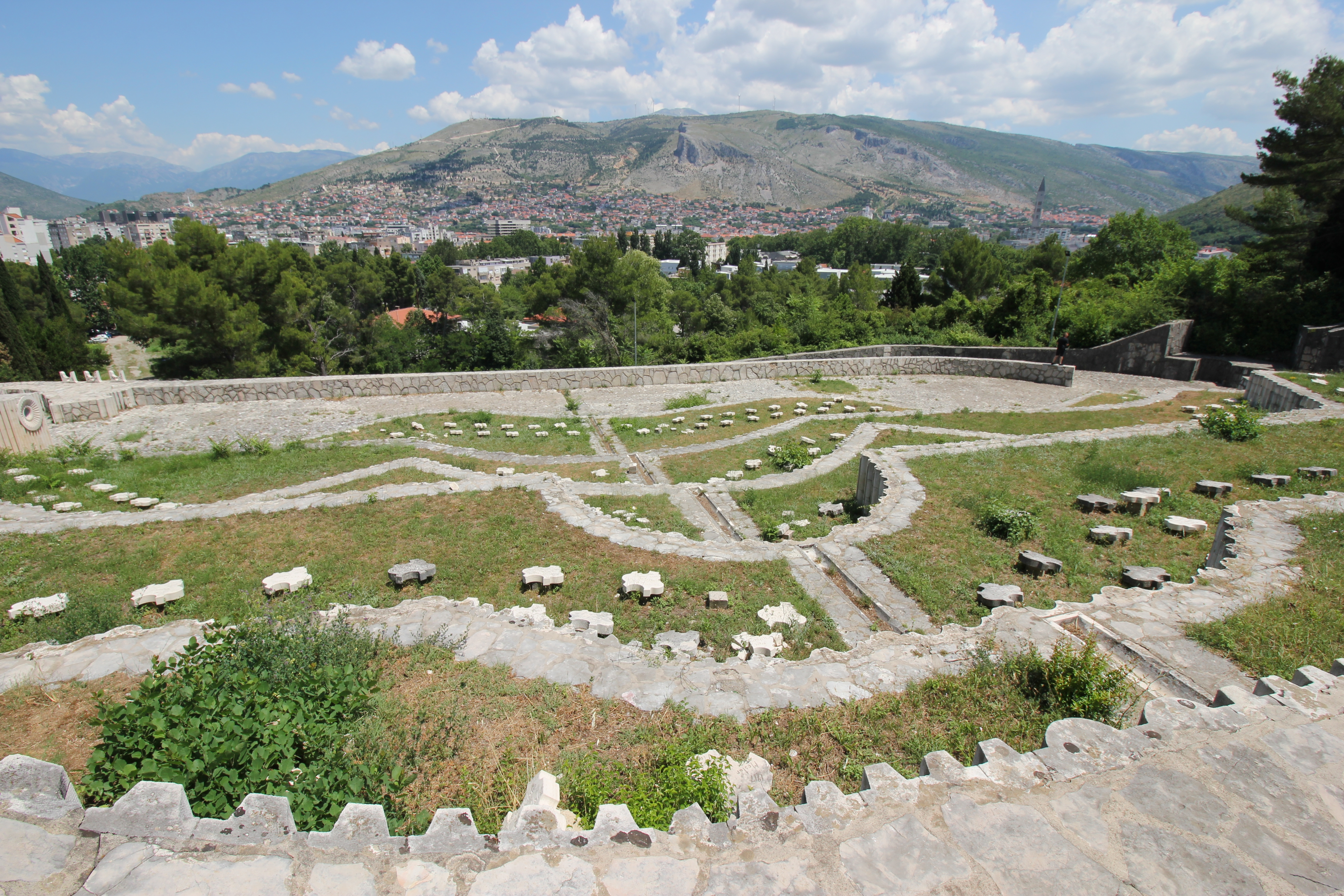
Aussicht von der Anlage auf die Stadt
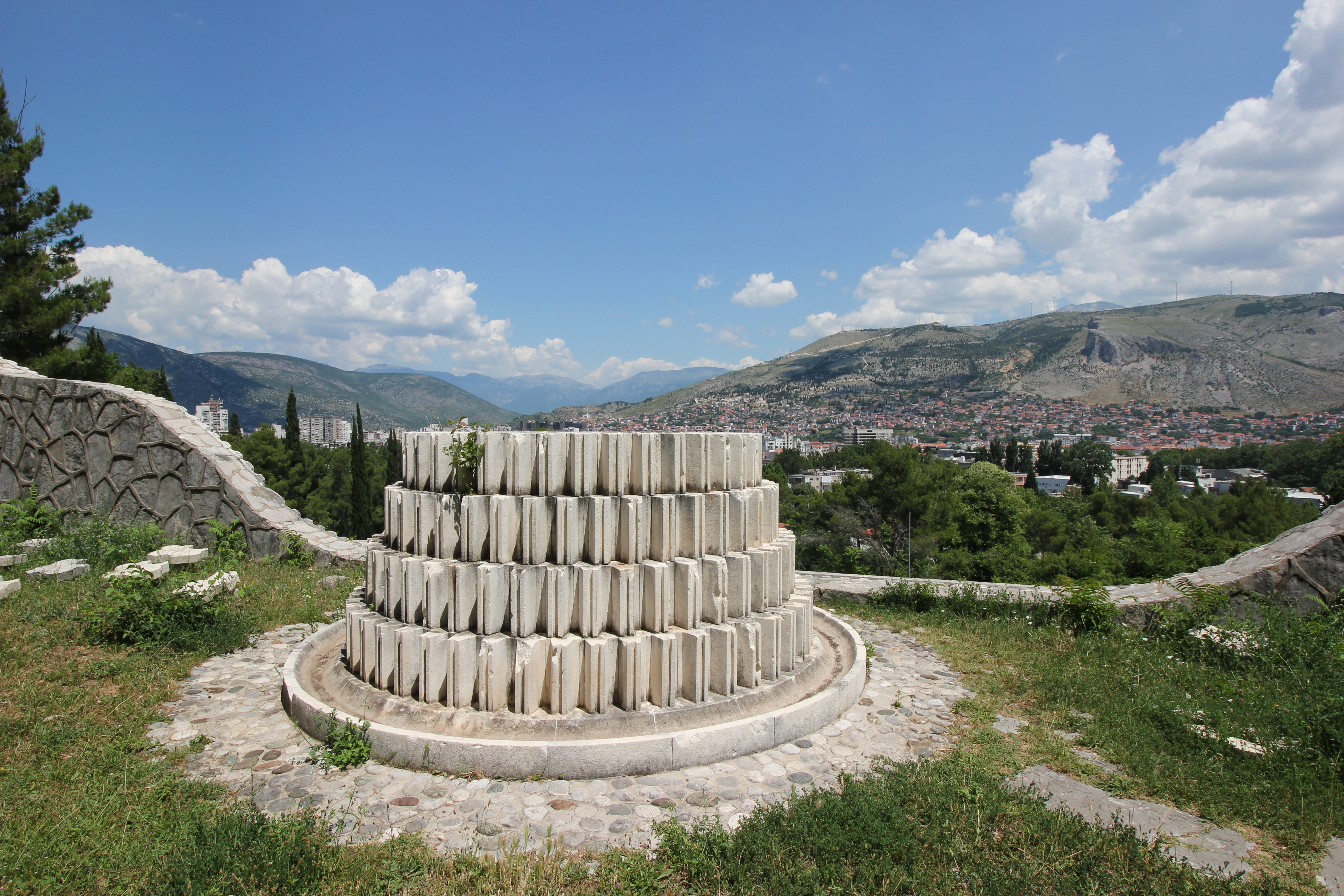
Oberste Terrasse
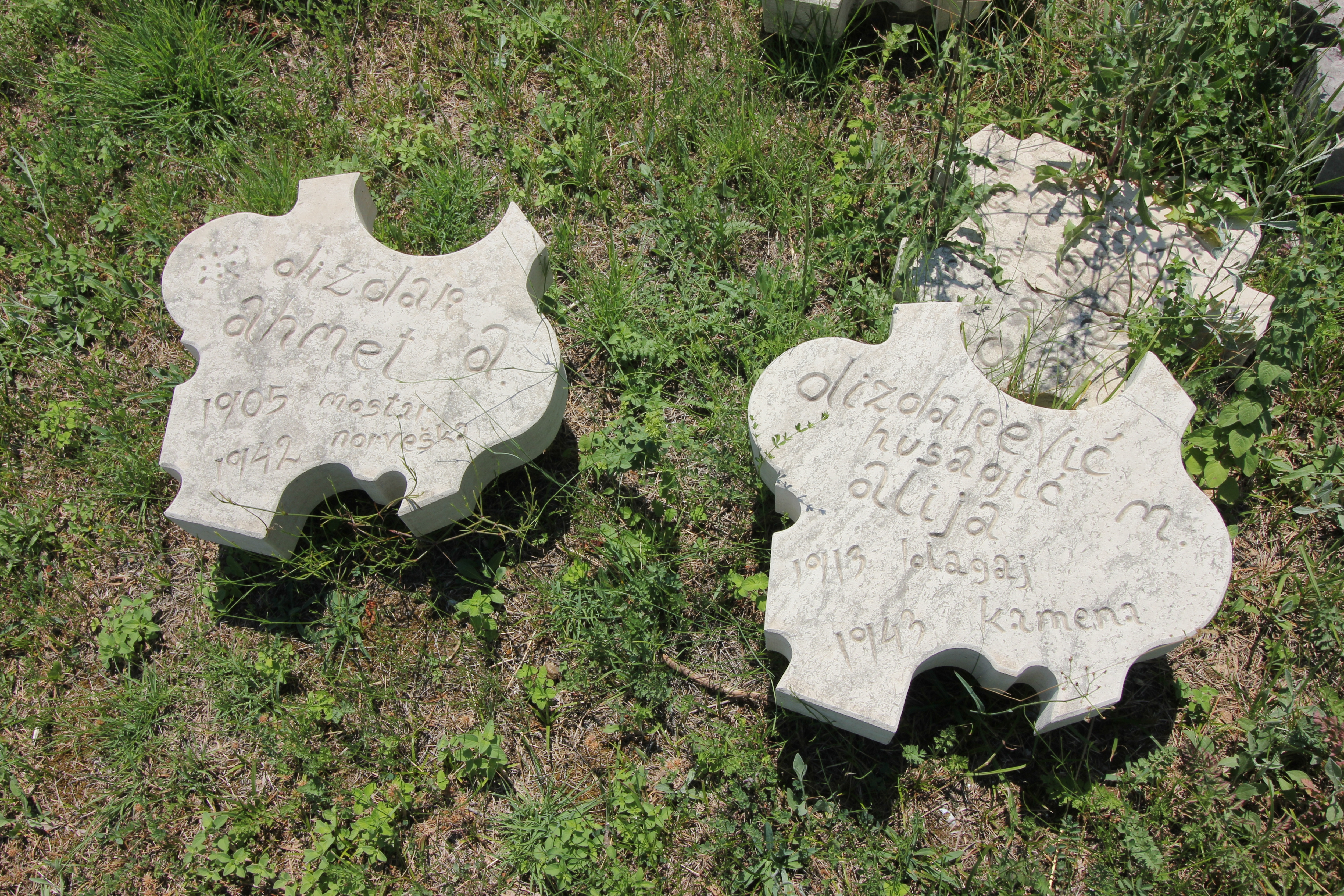
Zwei der 700 Namenssteine am Tag vor der Zerstörung durch Vandalen